# Vall d'Hula
Hula o al-Hula (en hebreu עמק החולה, Emek Ha-Hula) és una vall d'Israel, a la regió del Mont Hermon, que inclou el llac Hula. Té una superfície de 177 km² i és una regió agrícola. Està situada entre els Alts del Golan a l'est i l'alta Galilea i la muntanya de Neftalí a l'oest. El clima és mediterrani.
El primer establiment jueu fou el de Yesod HaMa'ala a l'oest del llac, creat el 1883. El 1948 hiu havia 12 establiments jueus (i 23 poblacions àrabs, però els àrabs foren expulsats aquest any). L'assecament de la zona d'Ard al-Hula, unes maresmes al costat del llac, es va realitzar entre 1951 i 1958 a fi i efecte de posar en cultiu una extensa zona, i contra l'opinió d'alguns cientifics. Una petita zona de 3,5 km² es va salvar i el 1963 fou la primera reserva natural d'Israel. Modernament s'ha creat la zona d'Agamon Ha-Hula (אגמון החולה o Petit Hula) al sud de la vall, on s'intenta restablir l'ecosistema destruït, i en part s'ha inundat forman un petit llac irregular d'un km² i un metre de fondo amb algunes illetes al mig per donar protecció als nius d'ocells.

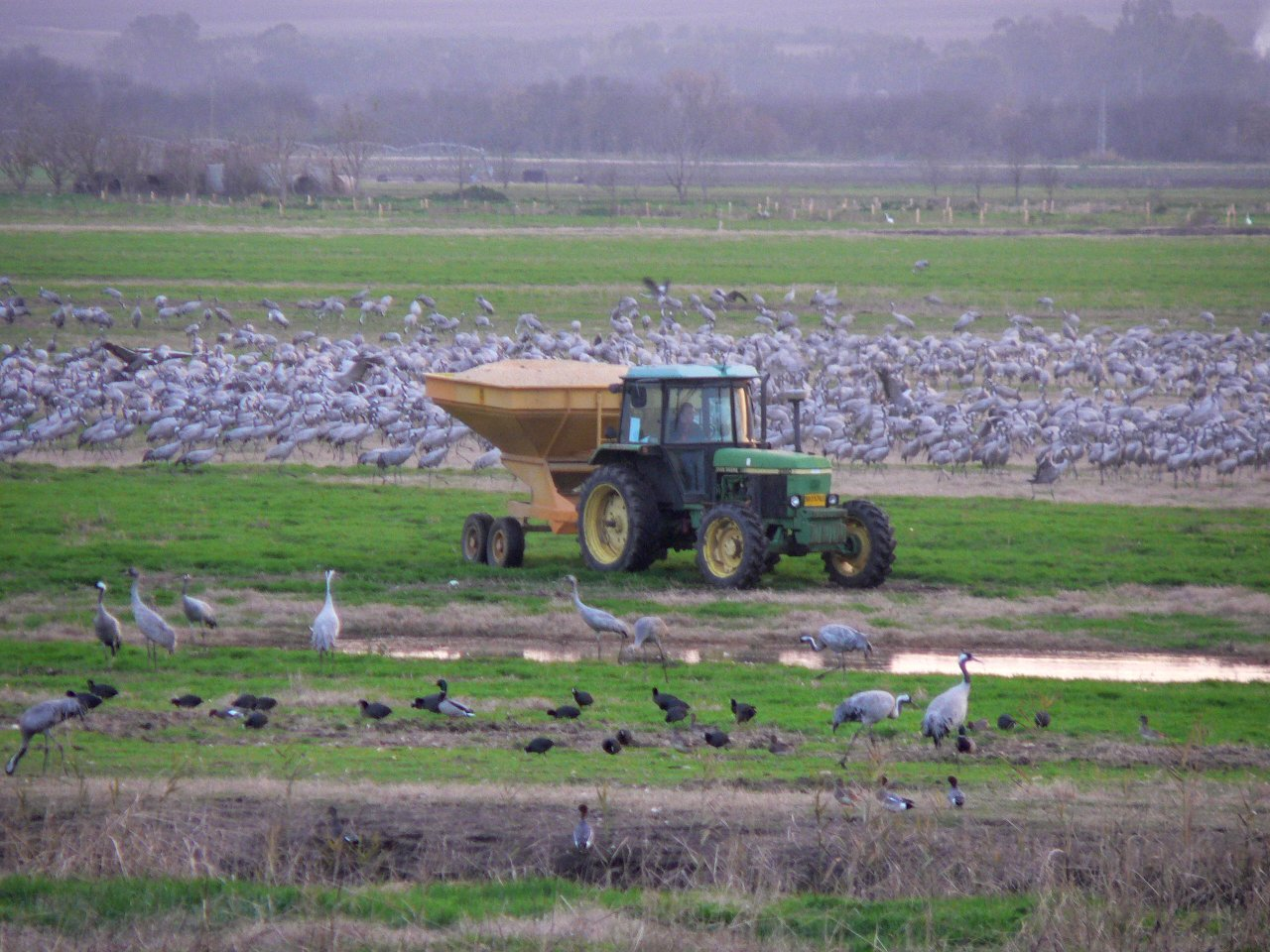
ocells
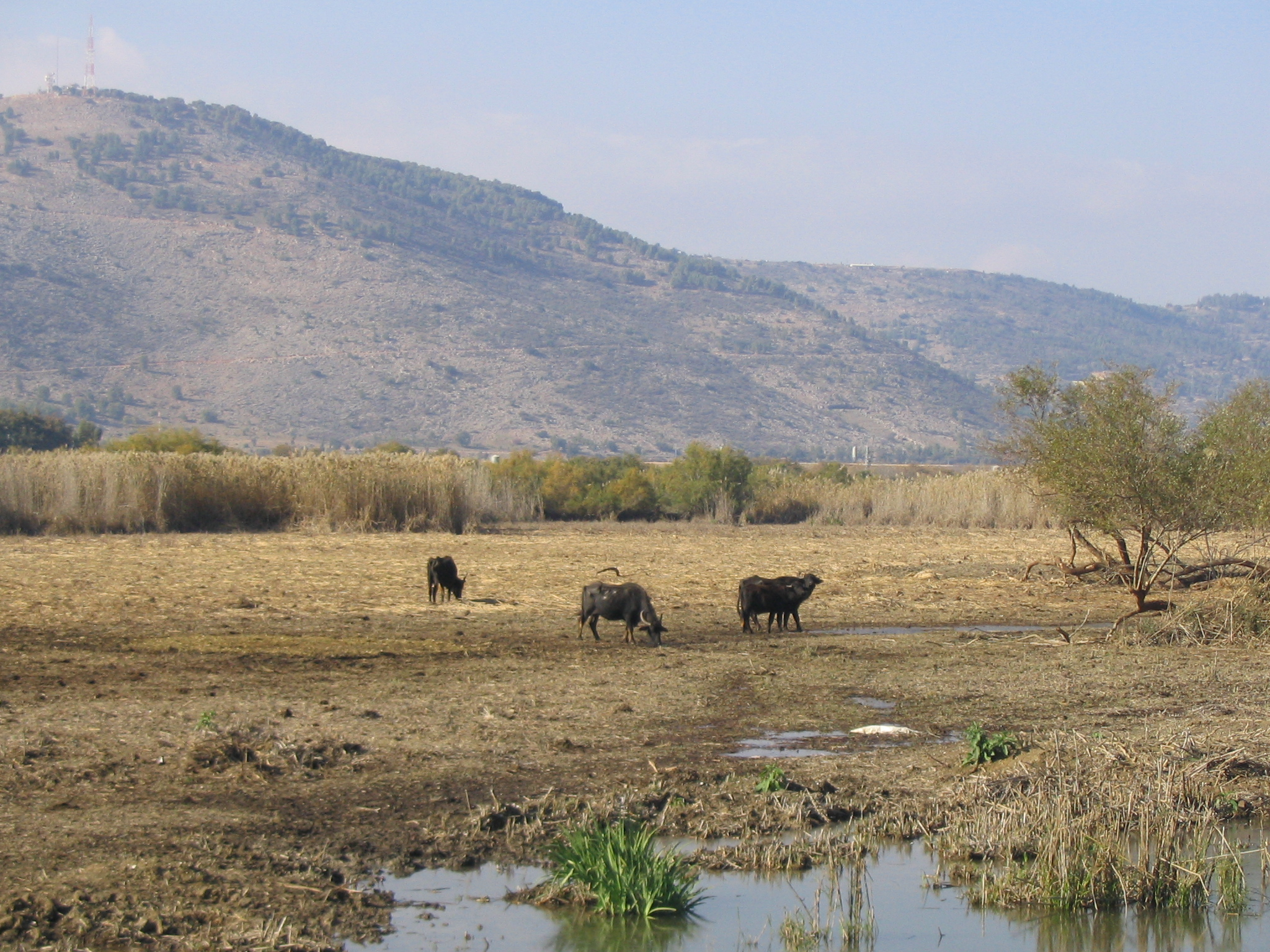
bous
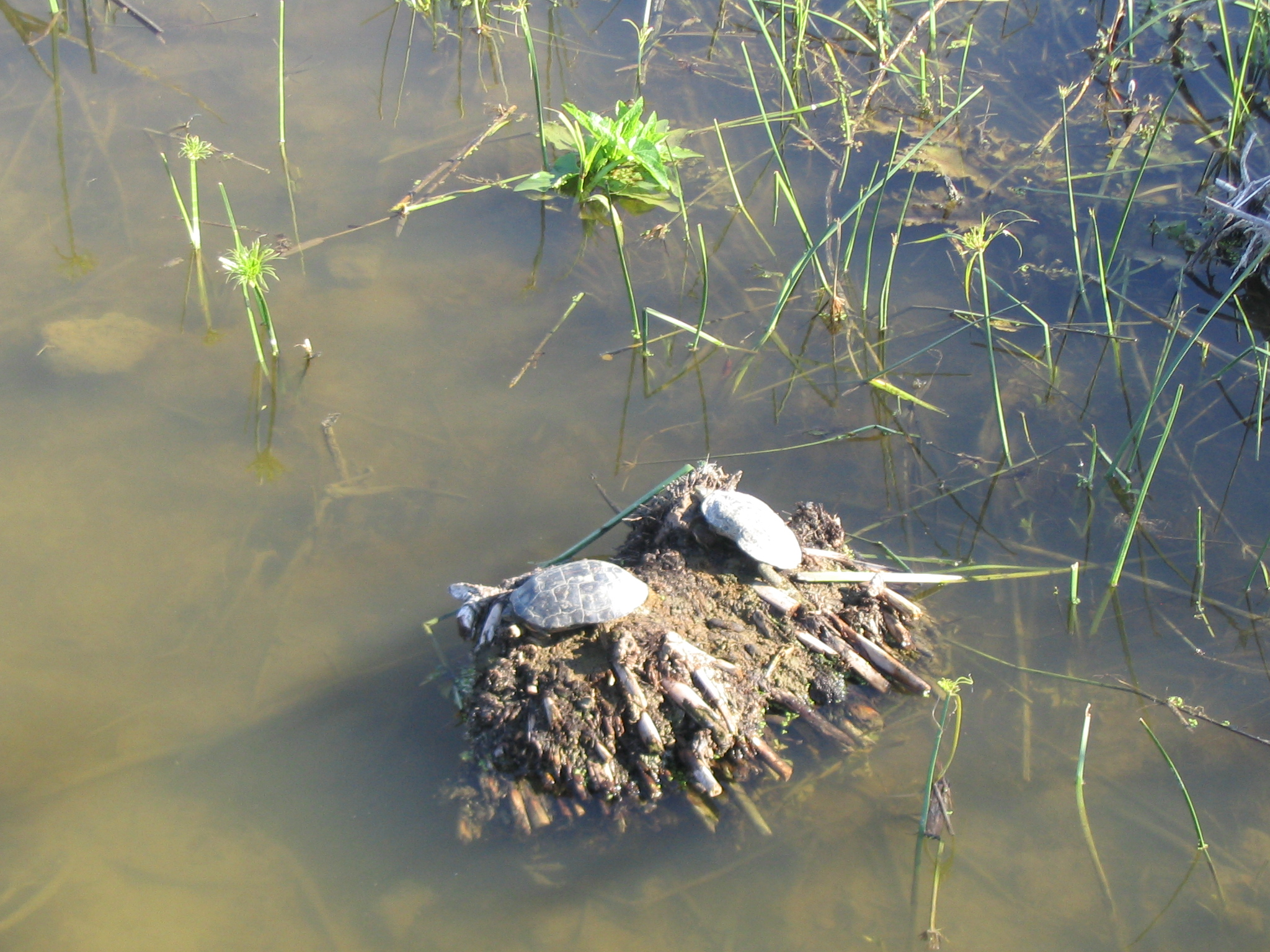
tortugues
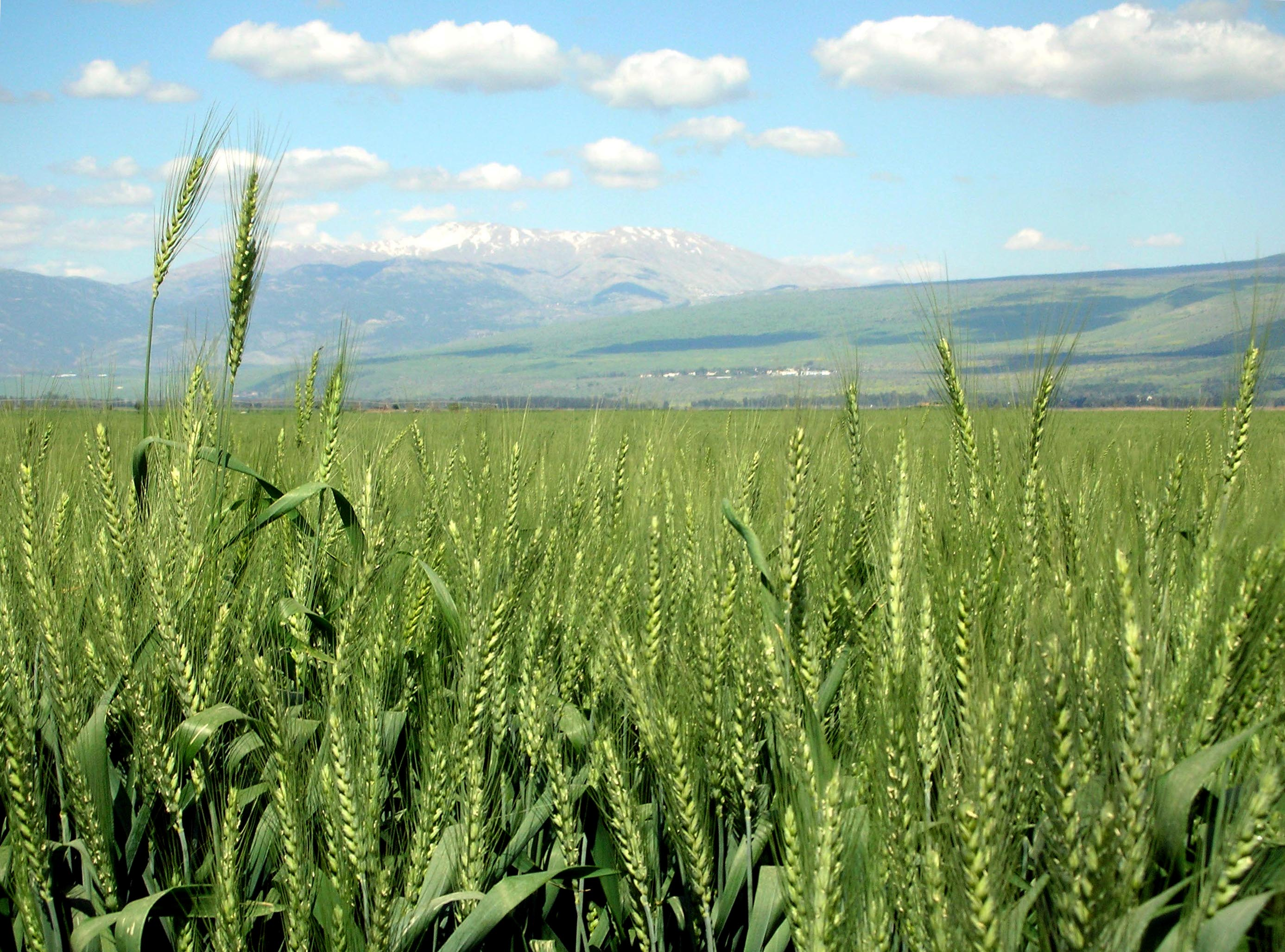
cereals